# Ojrzeń (gmina)
Pour les articles homonymes, voir Ojrzeń.
Ojrzeń est une gmina rurale du powiat de Ciechanów, dans la Voïvodie de Mazovie, dans le centre-est de la Pologne.
Son siège administratif est le village de Ojrzeń, qui se trouve à environ 13 kilomètres au sud-ouest de Ciechanów, siège du powiat et à 69 kilomètres au nord-ouest de Varsovie, capitale de la Pologne.
La gmina couvre une superficie de 123,11 km2 pour une population de 4 393 habitants en 2006.

## Histoire
De 1975 à 1998, la gmina est attachée administrativement à la voïvodie de Ciechanów. Depuis 1999, elle fait partie de la voïvodie de Mazovie.

## Géographie
La gmina inclut les villages et localités suivantes :
- Baraniec
- Brodzięcin
- Bronisławie
- Dąbrowa
- Gostomin
- Grabówiec
- Halinin
- Kałki
- Kicin
- Kownaty-Borowe
- Kraszewo
- Łebki Wielkie
- Lipówiec
- Luberadz
- Luberadzyk
- Młock
- Młock-Kopacze
- Nowa Wieś
- Obrąb
- Ojrzeń
- Osada-Wola
- Przyrowa
- Radziwie
- Rzeszotko
- Skarżynek
- Trzpioły
- Wojtkowa Wieś
- Wola Wodzyńska
- Zielona
- Żochy

### Gminy voisines
La gmina d'Ojrzeń est voisine des gminy suivantes :
- Ciechanów
- Glinojeck
- Sochocin
- Sońsk